# Terra Samba
Terra Samba est un groupe brésilien de pagode baiano, originaire de Salvador, Bahia. Il est formé en 1991 par Mário Ornelas et Edson Souza. En 1998, au sommet du succès du groupe, l'album Terra Samba ao Vivo e a Cores est récompensé d'un double disque de diamant par l'ABPD, pour plus de 2 millions d'exemplaires vendus, alors qu'ils sortent des tubes tels que Carrinho de Mão, Liberar Geral, et Tá Tirando Onda.

## Histoire
En 1991, Edson Souza et Mário Ornellas, les principaux membres du groupe, faisaient partie d'un autre groupe, Gera Samba, et à la même époque ils ont créé le nom Terra Samba pour désigner le retour de la samba de roda dans la musique bahianaise, avec beaucoup de percussions, comme Édson avait également contribué au son du groupe Timbalada. Cependant, à partir de 1994, le groupe prend une nouvelle direction, également sous la direction vocale du chanteur Reinaldo Nascimento. La Banda Terra Samba commence à connaître le succès avec un mélange de samba de roda avec une forte présence du style pagode et de la musique africaine, tout en produisant quelques succès pour le carnaval de Bahia.
En 1995, ils sortent leur premier album, Terra Samba Faz Bem, sur le label RGE. En 1996 et 1997, ils sortent également les albums Deus É Brasileiro et Liberar Geral, sur le même label. En 1998, ils signent avec le label Globo/Polydor et sortent l'album live Terra Samba ao Vivo e a Cores, qui reçoit un double disque de diamant pour avoir été vendu à plus de 2 millions d'exemplaires. En 1999, ils sortent l'album Auê do Terra, qui reçoit un disque d'or de l'ABPD. Avec les ventes combinées de ces cinq albums, le groupe compte plus de 3 millions d'albums vendus.
En mai 2001, le chanteur Reinaldo pose nu pour G Magazine. En février 2002, la choriste du groupe, Milena Mascarenas, épouse de Reinaldo Nascimento, fait la couverture du magazine Sexy Après un départ rapide, Reinaldo revient dans le groupe en 2011, partageant le chant avec Mano Moreno, son remplaçant.
Après un bref départ, Reinaldo revient dans le groupe en 2011, partageant le chant avec Mano Moreno, son remplaçant. En 2014, après 20 ans, Reinaldo Nascimento quitte le groupe pour poursuivre une carrière solo, cédant le chant à Márcio Bahia.
En 2016, le chant de Terra Samba est repris par Negão Jamaica, le frère de Beto Jamaica, qui avait déjà été membre d'importants groupes bahianais comme Companhia do Pagode. Avec un nouveau visage, le groupe investit dans des innovations, mais n'oublie pas la véritable samba de raiz, responsable de la bonne musique de Bahia. Le clip de la chanson Nem precisa ser amor, enregistrée en partenariat avec Tatau, en est un exemple. En 2017, Diumbanda, l'ancien chanteur de Companhia do Pagode, rejoint également le groupe. La première chanson travaillée avec le chanteur est Joelho, Cintura, Cabeça e Jogou.
En 2021, ils sortent le single Zigue Zigue Zá, avec un clip vidéo enregistré à Imbuí. 

## Discographie

### Albums studio
- 1995 : Terra Samba Faz Bem (RGE)
- 1996 : Deus É Brasileiro 	 (RGE)
- 1997 : Liberar Geral (RGE)
- 1998 : Auê do Terra (Universal/Mercury)
- 2000 : Sinal Verde (Universal Music/Mercury)
- 2002 : Xi do Terra Samba
- 2003 : Show do Terra (Som Livre)
- 2004 : É Só Alegria! (Universal Music)
- 2005 : Terra Mix
- 2006 : Dendê

### Albums live
- 1998 : Terra Samba ao Vivo e a Cores (Globo/Polydor) (ABPD: double disque de diamant[4] ; CUD : disque d'or[12])
- 2001 : Terra Samba ao Vivo e a Cores 2 (Som Livre/Globo Universal)
- 2007 : Ao Vivo: Gravado em BH (EMI)